# Acacia ogadensis
Acacia ogadensis är en ärtväxtart som beskrevs av Emilio Chiovenda. Acacia ogadensis ingår i släktet akacior, och familjen ärtväxter. Inga underarter finns listade i Catalogue of Life.